# Fronville
Fronville ist eine französische Gemeinde mit 300 Einwohnern (Stand 1. Januar 2022) im Département Haute-Marne in der Region Grand Est; sie gehört zum Arrondissement Saint-Dizier und zum Gemeindeverband Bassin de Joinville en Champagne. Seine Bewohner nennen sich Fronvillois/Fronvilloises.

## Geografie
Fronville liegt rund 32 Kilometer nördlich der Stadt Chaumont im Norden des Départements Haute-Marne. Der Ort liegt westlich der Marne am Bach Ruisseau de Sombreuil. Weite Teile des Gemeindegebiets sind bewaldet (Bois Chaillot, du Try, de Fronville und Potin). Verkehrstechnisch ist die Gemeinde gut erreichbar mit einem Anschluss an der N 67 auf dem Gemeindegebiet.

## Geschichte
Die Herrschaft Fronville unterstand der Abtei Saint–Urbain. Fronville gehört historisch zur Bailliage de Chaumont innerhalb der Provinz Champagne. Der Ort gehörte von 1793 bis 1801 zum District Joinville. Zudem von 1793 bis 1801 zum Kanton Saint Urbain und seit 1801 zum Kanton Joinville. Die Gemeinde war 1801 bis 1926 und 1940 bis 1943 dem Arrondissement Wassy und 1926 bis 1940 dem Arrondissement Chaumont zugeteilt. Seit 1943 gehört sie zum Arrondissement Saint-Dizier. 

## Bevölkerungsentwicklung
| Jahr                       | 1962 | 1968 | 1975 | 1982 | 1990 | 1999 | 2006 | 2019 |
| -------------------------- | ---- | ---- | ---- | ---- | ---- | ---- | ---- | ---- |
| Einwohner                  | 4236 | 238  | 268  | 300  | 280  | 287  | 322  | 308  |
| Quellen: Cassini und INSEE |      |      |      |      |      |      |      |      |

## Sehenswürdigkeiten
- Kirche Saint-Lumier aus dem späten 18. Jahrhundert (mit Teilen aus dem 12. und 14. Jahrhundert)[1]
- Denkmal für die Gefallenen[2]
- Lavoir (ehemaliges Waschhaus)
- Wegkreuz an der Route de Saint–Urbain